# Heteropoda gemella
Heteropoda gemella este o specie de păianjeni din genul Heteropoda, familia Sparassidae, descrisă de Simon, 1877.
Este endemică în Filipine. Conform Catalogue of Life specia Heteropoda gemella nu are subspecii cunoscute.